# 12-Stunden-Rennen von Sebring 2019

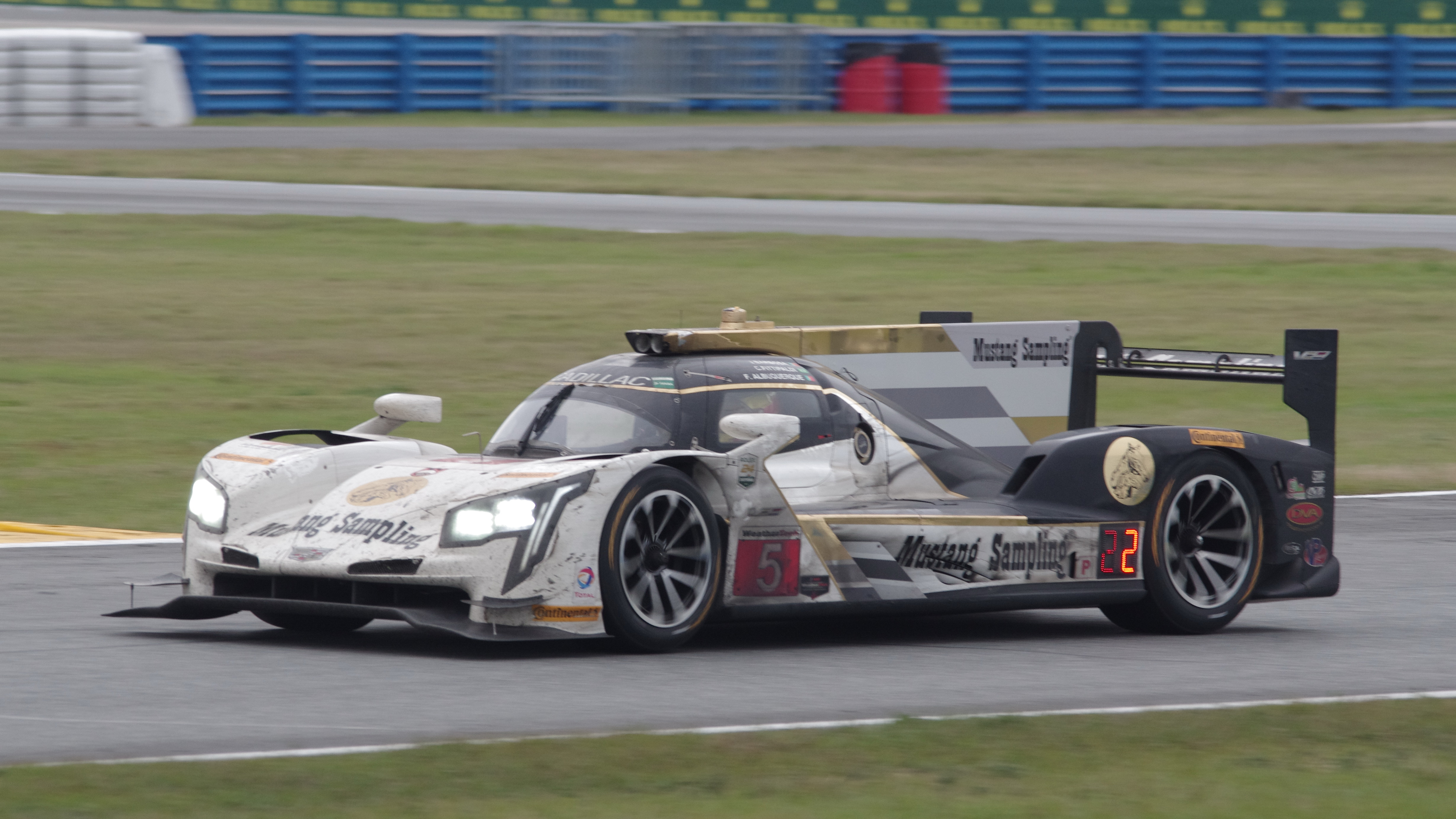
Der drittplatzierte Cadillac DPi-V.R von Brendon Hartley, Filipe Albuquerque und João Barbosa

Das 67. 12-Stunden-Rennen von Sebring, auch 67th Mobil 1 Twelve Hours of Sebring Presented by Advance Auto Parts, fand am 16. und 17. März 2019 auf dem Sebring International Raceway statt und war der zweite Wertungslauf der IMSA WeatherTech SportsCar Championship 2019.

## Das Rennen
Am SuperSebring-Wochenende 2019 fanden auf dem Raceway zwei Meisterschaftsläufe statt. Im Rahmen der FIA-Langstrecken-Weltmeisterschaft 2018/19 fand am Freitag, den 14. März das 1000-Meilen-Rennen von Sebring statt, das Sébastien Buemi, Kazuki Nakajima und Fernando Alonso im Toyota TS050 Hybrid gewannen. Für 11 Fahrer bedeutete das Rennen eine besondere Herausforderung, da sie an beiden teilnahmen.
Behindert durch starken Regen wurde das Rennen unter gelben Flaggen gestartet. Erst nach 40 Minuten Renndauer schalteten die Ampeln erstmals auf Grün. Eine trockene Strecke bot sich den Fahrern erst nach mehreren Rennstunden. Das Rennen endete nach insgesamt fünf Gelbphasen mit dem Gesamtsieg von Luís Felipe Derani, Eric Curran und Felipe Nasr im Cadillac DPi-V.R. Der zweitplatzierte Cadillac von Renger van der Zande, Jordan Taylor und Matthieu Vaxivière verlor in der Anfangsphase nach einem ungeplanten Boxenstopp wegen eines überhitzten Motors eine ganze Runde. Bis zum Rennende machten die drei Piloten den Rückstand fast wieder wett. Die beiden von Joest Racing gemeldeten Mazda RT24-P hatten Probleme im Rennen. Während Jonathan Bomarito im Wagen mit der Nummer 55 verunfallte und nach längerer Reparatur weiterfahren konnte, schied das Fahrzeug mit der Nummer 77 nach einem Elektrikdefekt aus.
Nur zwei Fahrzeuge waren in der LMP2-Klasse gemeldet und nur ein Wagen erreichte das Ziel. Kyle Masson, Cameron Cassels und Andrew Evans erreichten im Oreca 07 den 17. Gesamtrang.

## Ergebnisse

### Schlussklassement
| 1           | DPi  | 31  | Whelen Engineering Racing              | Luís Felipe Derani Eric Curran Felipe Nasr            | Cadillac DPi-V.R        | 348 |
| 2           | DPi  | 10  | Konica Minolta Cadillac DPi-V.R        | Renger van der Zande Jordan Taylor Matthieu Vaxivière | Cadillac DPi-V.R        | 348 |
| 3           | DPi  | 5   | Mustang Sampling Racing                | Brendon Hartley Filipe Albuquerque João Barbosa       | Cadillac DPi-V.R        | 348 |
| 4           | DPi  | 7   | Acura Team Penske                      | Alexander Rossi Ricky Taylor Hélio Castroneves        | Acura ARX-05            | 348 |
| 5           | DPi  | 54  | Core Autosport                         | Colin Braun Romain Dumas Jon Bennett                  | Nissan Dpi              | 347 |
| 6           | DPi  | 77  | Mazda Team Joest                       | Harry Tincknell Olivier Pla Jonathan Bomarito         | Mazda RT24-P            | 346 |
| 7           | DPi  | 85  | JDC-Miller Motorsports                 | Juan Piedrahita Mikhail Goikhberg Tristan Vautier     | Cadillac DPi-V.R        | 346 |
| 8           | DPi  | 84  | JDC-Miller Motorsports                 | Simon Trummer Chris Miller Stephen Simpson            | Cadillac DPi-V.R        | 345 |
| 9           | DPi  | 6   | Acura Team Penske                      | Juan Pablo Montoya Simon Pagenaud Dane Cameron        | Acura ARX-05            | 339 |
| 10          | GTLM | 911 | Porsche GT Team                        | Nick Tandy Patrick Pilet Frédéric Makowiecki          | Porsche 911 RSR         | 330 |
| 11          | GTLM | 66  | Ford Chip Ganassi Racing               | Sébastien Bourdais Joey Hand Dirk Müller              | Ford GT                 | 330 |
| 12          | GTLM | 3   | Corvette Racing                        | Jan Magnussen Antonio García Mike Rockenfeller        | Chevrolet Corvette C7.R | 330 |
| 13          | GTLM | 24  | BMW Team RLL                           | John Edwards Jesse Krohn Philipp Eng                  | BMW M8 GTE              | 330 |
| 14          | GTLM | 912 | Porsche GT Team                        | Earl Bamber Laurens Vanthoor Mathieu Jaminet          | Porsche 911 RSR         | 330 |
| 15          | GTLM | 67  | Ford Chip Ganassi Racing               | Richard Westbrook Ryan Briscoe Scott Dixon            | Ford GT                 | 330 |
| 16          | GTLM | 25  | BMW Team RLL                           | Connor De Phillippi Tom Blomqvist Colton Herta        | BMW M8 GTE              | 329 |
| 17          | LMP2 | 38  | Performance Tech Motorsports           | Kyle Masson Cameron Cassels Andrew Evans              | Oreca 07                | 322 |
| 18          | GTLM | 4   | Corvette Racing                        | Marcel Fässler Oliver Gavin Tommy Milner              | Chevrolet Corvette C7.R | 321 |
| 19          | GTD  | 11  | GRT Grasser Racing Team                | Rolf Ineichen Mirko Bortolotti Rik Breukers           | Lamborghini Huracán GT3 | 320 |
| 20          | GTD  | 44  | Magnus Racing                          | Andy Lally Spencer Pumpelly John Potter               | Lamborghini Huracán GT3 | 320 |
| 21          | GTD  | 63  | Scuderia Corsa                         | Toni Vilander Cooper MacNeil Jeff Westphal            | Ferrari 488 GT3         | 320 |
| 22          | GTD  | 29  | Montaplast by Land Motorsport          | Daniel Morad Christopher Mies Ricardo Feller          | Audi R8 LMS GT3         | 320 |
| 23          | GTD  | 33  | Mercedes-AMG Team Riley Motorsports    | Jeroen Bleekemolen Ben Keating Felipe Fraga           | Mercedes-AMG GT3        | 320 |
| 24          | GTD  | 73  | Park Place Motorsports                 | Patrick Long Patrick Lindsey Nicholas Boulle          | Porsche 911 GT3 R       | 320 |
| 25          | GTD  | 86  | Meyer Shank Racing with Curb-Agajanian | Justin Marks Mario Farnbacher Trent Hindman           | Acura NSX GT3           | 320 |
| 26          | GTD  | 57  | Meyer Shank Racing with Curb-Agajanian | Katherine Legge Christina Nielsen Ana Beatriz         | Acura NSX GT3           | 320 |
| 27          | GTD  | 12  | AIM Vasser Sullivan                    | Townsend Bell Frank Montecalvo Aaron Telitz           | Lexus RCF GT3           | 318 |
| 28          | GTD  | 9   | Pfaff Motorsports                      | Scott Hargrove Lars Kern Zacharie Robichon            | Porsche 911 GT3 R       | 318 |
| 29          | GTD  | 71  | P1 Motorsports                         | Fabian Schiller Maximilian Buhk Juan Perez            | Mercedes-AMG GT3        | 315 |
| 30          | GTD  | 47  | Precision Performance Motorsports      | Brandon Gdovic Lawson Aschenbach Don Yount            | Lamborghini Huracán GT3 | 311 |
| 31          | LMP2 | 52  | PR1 Mathiasen Motorsports              | Matt McMurry Anders Fjordbach Gabriel Aubry           | Oreca 07                | 309 |
| 32          | DPi  | 50  | Juncos Racing                          | René Binder Will Owen Agustín Canapino                | Cadillac DPi-V.R        | 305 |
| 33          | GTD  | 8   | Starworks Motorsport                   | Ryan Dalziel Parker Chase Ezequiel Pérez Companc      | Audi R8 LMS GT3         | 292 |
| 34          | GTD  | 48  | Paul Miller Racing                     | Corey Lewis Bryan Sellers Ryan Hardwick               | Lamborghini Huracán GT3 | 249 |
| Ausgefallen |      |     |                                        |                                                       |                         |     |
| 35          | GTD  | 96  | Turner Motorsport                      | Bill Auberlen Robby Foley Dillon Machavern            | BMW M6 GT3              | 309 |
| 36          | GTD  | 14  | AIM Vasser Sullivan                    | Jack Hawksworth Philipp Frommenwiler Richard Heistand | Lexus RC F GT3          | 262 |
| 37          | DPi  | 77  | Mazda Team Joest                       | Oliver Jarvis Timo Bernhard Tristan Nunez             | Mazda RT24-P            | 233 |
| 38          | GTD  | 19  | Moorespeed                             | Andrew Davis Will Hardeman Alex Riberas               | Audi R8 LMS GT3         | 174 |

### Nur in der Meldeliste
Zu diesem Rennen sind keine weiteren Meldungen bekannt.

### Klassensieger
| Klasse | Fahrer             | Fahrer           | Fahrer              | Fahrzeug                | Platzierung im Gesamtklassement |
| ------ | ------------------ | ---------------- | ------------------- | ----------------------- | ------------------------------- |
| DPi    | Luís Felipe Derani | Eric Curran      | Felipe Nasr         | Cadillac DPi-V.R        | Gesamtsieg                      |
| LMP2   | Kyle Masson        | Cameron Cassels  | Andrew Evans        | Oreca 07                | Rang 17                         |
| GTLM   | Nick Tandy         | Patrick Pilet    | Frédéric Makowiecki | Porsche 911 RSR         | Rang 10                         |
| GTD    | Rolf Ineichen      | Mirko Bortolotti | Rik Breukers        | Lamborghini Huracán GT3 | Rang 19                         |

### Renndaten
- Gemeldet: 38
- Gestartet: 38
- Gewertet: 34
- Rennklassen: 4
- Zuschauer: unbekannt
- Wetter am Renntag: Regen zu Beginn, später trocken und kühl
- Streckenlänge: 6,019 km
- Fahrzeit des Siegerteams: 12:00,15,925 Stunden
- Gesamtrunden des Siegerteams: 348
- Gesamtdistanz des Siegerteams: 2094,960 km
- Siegerschnitt: unbekannt
- Pole Position: Simon Pagenaud - Acura ARX-05 (#6) – 1:45,865
- Schnellste Rennrunde: unbekannt
- Rennserie: 2. Lauf zur IMSA WeatherTech SportsCar Championship 2019